# Joe Bowker
Joe Bowker, de son vrai nom Thomas Mahon, est un boxeur anglais né le 12 juin 1881 à Salford et mort le 22 octobre 1955 à Londres.

## Carrière
Passé professionnel en 1900, il devient champion d'Angleterre des poids coqs en 1902 puis remporte le titre de champion du monde de la catégorie le 17 octobre 1904 en battant aux points en 20 rounds Frankie Neil. Bowker défend son titre contre Pinky Evans le 29 mai 1905 puis le laisse vacant pour boxer en poids plumes (catégorie dont il deviendra champion d'Europe la même année). À nouveau champion d'Angleterre des poids coqs en 1910, il met un terme à sa carrière en 1919 sur un bilan de 38 victoires, 9 défaites et 1 match nul.